# Кёпфер, Доминик
До́миник Кёпфер (нем. Dominik Koepfer; род. 29 апреля 1994, Фуртванген) — немецкий теннисист. Победитель шести турниров ATP Challenger (5 — в одиночном разряде).

## Биография
В детстве и юности Доминик Кёпфер в течение 12 лет играл в командном теннисе в TC BW Villingen. После гимназии имени Отто Хана Фуртвангена в 2012 году он поступил в университет Тулана в Новом Орлеане, где играл в теннис. в 2015 году стал чемпионом в одиночном разряде на чемпионате США среди спортсменов из колледжей.

## Спортивная карьера
В 2017 году он дебютировал на турнирах ATP тура. Уступил в первом раунде турнира в Каролине в США. Через год на этом же турнире он одержал первую победу в туре, его соперником был Теннис Сандгрен.
В 2019 году Кёпфер получил уайлд-кард на Уимблдонский турнир. В Лондоне он выиграл свой первый матч Большого шлема, победив Филипа Краиновича в первом раунде.
На Открытом чемпионате США 2019 года прошёл квалификацию, затем сумел дойти до четвёртого круга, где уступил Даниилу Медведеву в четырёх сетах. Кёпфер вёл в этом матче 6-3, 2-0, но затем Медведев перехватил инициативу.
В сентябре 2020 года Кёпфер прошёл три раунда квалификации на турнире серии Masters в Риме, а затем выиграл три матча в основной сетке, в том числе у девятой ракетки мира Гаэля Монфиса (6-2, 6-4). В четвертьфинале Доминик проиграл первой ракетке мира Новаку Джоковичу (3-6, 6-4, 3-6). Благодаря этому успеху поднялся в рейтинге с 97-го на 66-е место. На Открытом чемпионате Франции 2020 года уступил во втором круге Стэну Вавринке (3-6, 2-6, 6-3, 1-6).
На Открытом чемпионате Австралии 2021 года немец проиграл во втором круге третьей ракетке мира Доминику Тиму (4-6, 0-6, 2-6). В марте 2021 года дошёл до полуфинала турнира ATP 250 в Акапулько на харде, где проиграл Александру Звереву в двух сетах.

## Рейтинг на конец года
| Год  | Одиночный рейтинг | Парный рейтинг |
| 2022 | 199               | 475            |
| 2021 | 54                | 104            |
| 2020 | 66                | 412            |
| 2019 | 94                | 314            |
| 2018 | 161               | 475            |
| 2017 | 305               | 392            |
| 2016 | 514               | 674            |
| 2016 | 1 784             |                |

## Выступления на турнирах

### Финалы турнировATPв парном разряде (1)

#### Поражения (1)
| Легенда                    |
| -------------------------- |
| Турниры Большого шлема (0) |
| Итоговый турнир ATP (0)    |
| ATP Мастерс 1000 (0)       |
| АТР 500 (0)                |
| АТР 250 (0)                |

| №  | Дата           | Турнир                  | Покрытие | Партнёр      | Соперники в финале                   | Счёт    |
| 1. | 5 августа 2023 | Кабо-Сан-Лукас, Мексика | Хард     | Эндрю Харрис | Сантьяго Гонсалес Эдуар Роже-Васслен | 4-6 5-7 |

## История выступлений на турнирах
По состоянию на 31 января 2019 года
Для того, чтобы предотвратить неразбериху и удваивание счета, информация в этой таблице корректируется только по окончании турнира или по окончании участия там данного игрока.
| Турнир                                  | 2016 | 2017 | 2018 | 2019 | W-L |
| --------------------------------------- | ---- | ---- | ---- | ---- | --- |
| Открытый чемпионат Австралии по теннису | A    | A    | A    | A    | 0-0 |
| Открытый чемпионат Франции по теннису   | A    | A    | A    | А    | 0-0 |
| Уимблдон                                | A    | A    | A    | 1-1  | 1-1 |
| Открытый чемпионат США по теннису       | A    | A    | A    | 3-1  | 3-1 |
| Win-Loss                                | 0-0  | 0-0  | 0-0  | 4-2  | 4-2 |